# Devojački Bunar
Devojački Bunar (ćir.: Девојачки Бунар), je vikendaško naselje u općini Alibunar, u Južnobanatskom okrugu u Vojvodini. Formalno nije naselje, već je u sastavu naselja Banatski Karlovac (udaljeno 7 km), a predstavlja veliko vikendaško naselje u kome ima oko 50 stalno naseljenih domaćinstava i još preko 1.000stambenih objekata vikendaškog tipa.
Međutim, Devojački bunar ima poseban poštanski broj 26316.
Pored više turističkih objekata, pansiona i restorana, postoji i dva otvorena bazena s termalnom vodom. Postoje izraziti potencijali za turizam ali još uvek bez adekvatnih izgrađenih kapaciteta.
Osnovano je 1895. godine pod nazivom Vekerlova kolonija na prostoru koji su zauzimale ranije vinogradarske kuće.